# Rhamphomyia nitidivittata
Rhamphomyia nitidivittata är en tvåvingeart som beskrevs av Macquart 1846. Rhamphomyia nitidivittata ingår i släktet Rhamphomyia och familjen dansflugor.
Artens utbredningsområde är Texas. Inga underarter finns listade i Catalogue of Life.